# Vassili Lobozov
Vassili Andreïevitch Lobozov (en russe : Василий Андреевич Лобозов) est un aviateur soviétique, né le 1er février 1913  et décédé le 30 novembre 1944. Pilote d'assaut et as de la Seconde Guerre mondiale, il fut distingué par le titre de Héros de l'Union soviétique.

## Carrière
Vassili Lobozov est né le 1er février 1913 dans une famille de paysans de Vassiliovo (en russe : Василёво), dans l'actuelle oblast de Smolensk. Il devint mécanicien dans une usine de Moscou en 1932. Il était membre du komsomol et fut désigné en 1935 pour suivre les cours d'une école pour jeunes pilotes de Voronej, où il obtint son brevet de radio-navigateur en 1936.

### Guerre d'Espagne
La même année, il se porta volontaire pour servir comme personnel navigant aux côtés des républicains espagnols. Il devint radio sur bombardier SB-2 et accomplit 153 missions de combat, qui lui valurent d'être décoré à deux reprises de l'ordre du Drapeau rouge, avant de rentrer en URSS en 1937.

### Seconde Guerre mondiale
En 1938 il fut breveté pilote à l'école militaire de l'Air de Stalingrad, avant d'être muté au 40e régiment de bombardiers (40.BAP) de la Flotte de la mer Noire.
Dès le début des combats contre l'envahisseur allemand, il entreprit de nombreuses missions. Il prit ainsi part à plusieurs opérations de bombardement d'objectifs lointains (voies ferrées, raffineries de pétrole, etc.) au-dessus de la Roumanie. De 1941 à 1944, il combattit principalement au-dessus de la Crimée et des villes d'Odessa et de Sébastopol ; il pilotait un bombardier Pe-2. En mars 1944, promu au grade de major (commandant), il fut muté au 30e régiment de bombardiers (30.BAP).
Il trouva la mort en combat aérien le 30 novembre 1944.

## Palmarès et décorations

### Palmarès
Aucune victoire homologuée au cours de plus de 185 missions de guerre de 1941 à 1944.

### Décorations
- Héros de l'Union soviétique le 16 mai 1944 (médaille no 3673) ;
- Ordre de Lénine ;
- Trois fois décoré de l'ordre du Drapeau rouge ;
- Ordre de la Guerre patriotique de 1re classe ;
- Ordre de l'Étoile rouge.